# Soběchleby
Soběchleby település Csehországban, Přerovi járásban. Soběchleby Dolní Nětčice, Týn nad Bečvou, Žákovice, Oprostovice és Radotín településekkel határos. Lakosainak száma 592 fő (2024. január 1.).

## Népesség
A település lakosságának változását az alábbi diagram mutatja:
| Lakosok száma | 555  | 571  | 634  | 615  | 571  | 617  | 593  | 589  | 573  | 592  |
|               | 1869 | 1890 | 1921 | 1950 | 1980 | 2001 | 2017 | 2019 | 2022 | 2024 |